# Karl Leban
Karl Leban (* 27. November 1908; † 28. Juli 1941 in Winnyzja, Sowjetunion, heute Ukraine) war ein österreichischer Eisschnellläufer, Moderner Fünfkämpfer und Leichtathlet.

## Sportliche Laufbahn
Karl Leban nahm 1936 sowohl an den Olympischen Winterspielen in Garmisch-Partenkirchen als auch an den Olympischen Sommerspielen in Berlin teil. In Garmisch-Partenkirchen startete er in den Eisschnelllaufwettkämpfen über 500 und 1500 Meter. Über 500 Meter wurde er Sechster und über 1500 Meter Zwölfter. Bei den Sommerspielen nahm er am Modernen Fünfkampf teil, wo er den 26. Platz belegte.
Des Weiteren war Leban als Leichtathlet aktiv und gewann mehrere nationale Meistertitel in Österreich.
Er fiel im Zweiten Weltkrieg bei einem Flugzeugabsturz an der sowjetischen Front in Winnyzja.